# Hendrik Samingan Sanirsad
Hendrik Samingan Sanirsad (plantage Maasstroom, 3 september 1936) is een Surinaams dammer. Hij was nationaal kampioen dammen in 1964 en 1969 en vertegenwoordigde zijn land bij het wereldkampioenschap dammen 1964.

## Biografie
Hendrik Sanirsad werd in 1936 geboren op plantage Maasstroom. Zijn moeder Bok Sanirsad (1905) vertrok in 1928 uit Batavia en werd na aankomst in Suriname geplaatst op plantage Maasstroom in het district Commewijne. Hendrik was de vierde van vijf kinderen. In 1948 erkende Bok Sanirsad haar kinderen in het district Suriname.
In 1958 trouwde Hendrik Sanirsad met Elisabeth Sarinem Pawirosemito. Hij slaagde in 1963 voor het Praktijkdiploma Boekhouden.

### Nationaal kampioen dammen
In de periode 1964-1971 behaalde Sanirsad topposities bij de wedstrijden om het damkampioenschap van Suriname. In 1964 werd Sanirsad voor de eerste keer kampioen van Suriname. Volgens de schaakjournalist Herman de Jongh was hij ook kampioen in 1965. Dit wordt niet bevestigd in De eerste Surinaamse sportencyclopedie van Ricky W. Stutgard. Bij het kampioenschap 1966 eindigde Sanirsad op de zevende plaats. De eerste plaats werd veroverd door John Sadiek. Bij de kampioenschappen 1968 werd Jules Valois Smith kampioen en eindigde Sanirsad op de tweede plaats. In 1969 won Sanirsad wederom het damkampioenschap van Suriname en verwierf daarmee de nationale meestertitel. Bij de kampioenschappen 1970 werd Sanirsad onttroond door Hugo Kemp. Twee partijen van Sanirsad werden in de Nederlandse krant De Stem geanalyseerd. Bij het kampioenschap 1971 eindigde Ramdew Ramcharan op de eerste plaats. Sanirsad eindigde als tweede. 1971 was het laatste nationale kampioenschap waarin Sanirsad een top-drie plek veroverde. In 1976 verwierf hij de grootmeestertitel.

### Deelname aan internationale toernooien
Sanirsad vertegenwoordigde Suriname tijdens het wereldkampioenschap dat in juni 1964 in Merano (Italië) werd gehouden. Hij speelde 16 partijen, won er vier, speelde negen maal remise, verloor er drie en eindigde op een gedeelde achtste plaats met 17 punten. Het wereldkampioenschap werd gewonnen door Vjatsjeslav Sjtsjogoljev. Enkele gespeelde partijen zijn terug te vinden op YouTube.
In 1969 nam Sanirsad deel aan het internationale Suikerdamtoernooi in Amsterdam. Hij speelde in de reservegroep en eindigde op de negende plaats. Tijdens het derde Suikerdamtoernooi in Amsterdam in 1971 speelde hij in de meestergroep en eindigde hij op een gedeelde tweede plaats.
In januari 1971 werd een invitatietoernooi in Paramaribo georganiseerd waarvoor Ton Sijbrands was uitgenodigd. Sijbrands, "de Hollandse damreus", eindigde als eerste. Sanirsad veroverde een gedeelde vierde plaats.

### Waardering
De vijf zijstraten van de Anniestraat in Paramaribo zijn hernoemd naar Surinaamse sporters die successen behaalden in de periode 1950-1970. De 3e Zijstraat is omgedoopt tot Sanirsadstraat.